# Blomstersiv
Blomstersiv (Scheuchzeria palustris) er en blomstrende plante i familien Scheuchzeriaceae, hvor der kun er én art og Scheuchzeria er den eneste slægt. I APG II-systemet er den placeret i skeblad-ordenen i klassen enkimbladede.

## Beskrivelse
Det er en urteagtig flerårig plante, hjemmehørende i kølige tempererede områder på den nordlige halvkugle, hvor den vokser i våde sphagnum- tørvemoser . Den vokser op til 10-40 cm høj, med smalle lineære blade vekslende op ad stilken, med en basalskede. Bladene kan blive op til 20 cm. Bladspidserne er stumpe med en iøjnefaldende pore. 
Den har et krybende rhizom klædt i papiragtige, stråfarvede rester af gamle bladbunde.
Blomsterne er grøngule, 4-6 mm diameter, med seks blade. De har en oppustet kappebase, 6 støvdragere og 3 frugtblade. Den blomstrer fra juni til august.
Der er to underarter, som ikke anses for adskilte af alle forfattere:
- Scheuchzeria palustris subsp. palustris. Det nordlige og østlige Europa, det nordlige Asien.
- Scheuchzeria palustris subsp. americana (Fernald) Hultén. Det nordlige Nordamerika.

## I Danmark
I Danmark har blomstersiv flere bestande med mange blomstrende individer, men samlet set er er arten i tilbagegang. Den er regnet som en truet art på den danske rødliste.

## Etymologi
Slægten er opkaldt efter Johann Jakob Scheuchzer, en schweizisk naturforsker, og hans bror, Johann Gaspar Scheuchzer. Artsnavnet er fra latin for en sump.
Det danske navn er sandsynligvis oversat fra det tyske Blumenbinse som henviser til beslægtede arters (fx brudelys) fremtrædende blomsterstande og bladenes lighed med siv.
Det engelske navn, Rannoch-rush, refererer til dens forekomst på Rannoch Moor i det centrale Skotland, det første sted i Storbritannien, arten var kendt fra, og det eneste sted, hvor den forekommer i øjeblikket; den er uddød på et par andre vådområder længere sydpå i Storbritannien.
- Blomstrende plante
- Til venstre stængel med frø; vinterstamme til højre.
- Illustration fra 1796